# Леудегизил
Леудегизил (лат. Leudegisilus; умер в 641) — епископ Реймса (631—641).

## Биография
Основным историческим источником о жизни Леудегизила является «История Реймсской церкви» Флодоарда.
Согласно сведениям этого источника, Леудегизил происходил из знатной семьи. Его братом был епископ Лана Атолл. В 631 году Леудегизил был избран главой Реймсской епархии, став здесь преемником скончавшегося 20 октября епископа Соннатия. В 633 году епископ Реймса возглавлял церемонию интронизации нового епископа Камбре Ауберта. Сохранились несколько хартий Леудегизила, в том числе, об обмене земельными участками с другим епископом.
Леудегизил умер в 641 году. Средневековые каталоги глав Реймсской епархии ошибочно упоминают среди его преемников епископов Флавия, Сильвия и Этерия. В действительности, преемником Леудегизила был избран епископ Ангельберт.